# نعمات
نَعمات Na'amat (بالعبرية: נעמת‏) هي منظمة نسائية إسرائيلية ودولية تابعة للحركة العمالية الصهيونية، تأسست عام 1921.
في عام 2008 حصلت على جائزة إسرائيل للإنجاز مدى الحياة والمساهمة الخاصة للمجتمع ودولة إسرائيل.  

## أصل الكلمة
نعمات هي اختصار لكلمة ناشيم أوفدوت أوميتنادفوت ( (بالعبرية: נשים עובדות ומתנדבות‏) وتعني حرفيا "المرأة العاملة والمتطوعة".

## تاريخ
نعمات هي أكبر حركة نسائية في إسرائيل. تضم في عضويتها 800.000 امرأة (يهود، عرب، دروز، وشركس)، يمثلون كامل أطياف المجتمع الإسرائيلي. معظمهم من المتطوعين.  ولدى المنظمة 100 فرع في المدن والبلدات والمستوطنات في جميع أنحاء البلاد.  كما أن لديها منظمات شقيقة في بلدان أخرى، وأعضاؤها جزء من الحركة الصهيونية العمالية العالمية والمنظمة الصهيونية العالمية. وتأسس الفرع الأمريكي عام 1926؛ وأطلق عليها في البداية اسم "المرأة الرائدة في فلسطين"، ثم أعيدت تسميتها باسم "المرأة الرائدة" في عام 1939. وفي عام 1981، تم تغيير اسمها مرة أخرى إلى نعمات. 
في عام 2008 حصلت نعمات مع منظمتين نسائيتين أخريين، على جائزة إسرائيل للإنجاز مدى الحياة والمساهمة الخاصة للمجتمع ودولة إسرائيل.  